# Мариямполе
Мария́мполе (лит. Marijampolė) — город на юго-западе Литвы, седьмой по количеству жителей; административный центр Мариямпольского уезда и Мариямпольского самоуправления. Центр литовского региона Сувалкия — одной из четырёх исторических областей страны.

## География
Расположен в юго-западной части Судувской равнины на реке Шешупе, большая часть города находится на правом берегу реки. Город расположен в 50 км к юго-западу от Каунаса, 139 км к западу от Вильнюса и в 231 км от Клайпеды, недалеко от границ с Польшей и Калининградской областью. Считается неофициальной столицей региона Сувалкия.

## История

### Название
Названием своим город обязан монахам-марианам, то есть братьям конгрегации Непорочного зачатия Пресвятой Девы Марии, приглашённым сюда в 1758 году графиней Бутлерене, владелицей здешнего небольшого селения, и построившим здесь монастырь.
В 1955—1989 годах город официально назывался Капсукас — по партийному псевдониму деятеля Коммунистической партии Литвы Винцаса Мицкявичюса-Капсукаса.

### Герб
Герб Мариямполе изображает Святого Георгия, поражающего дракона. Исторический герб, дарованный вместе с правами города в 1792 году, восстановлен 18 декабря 1997 года.

### История

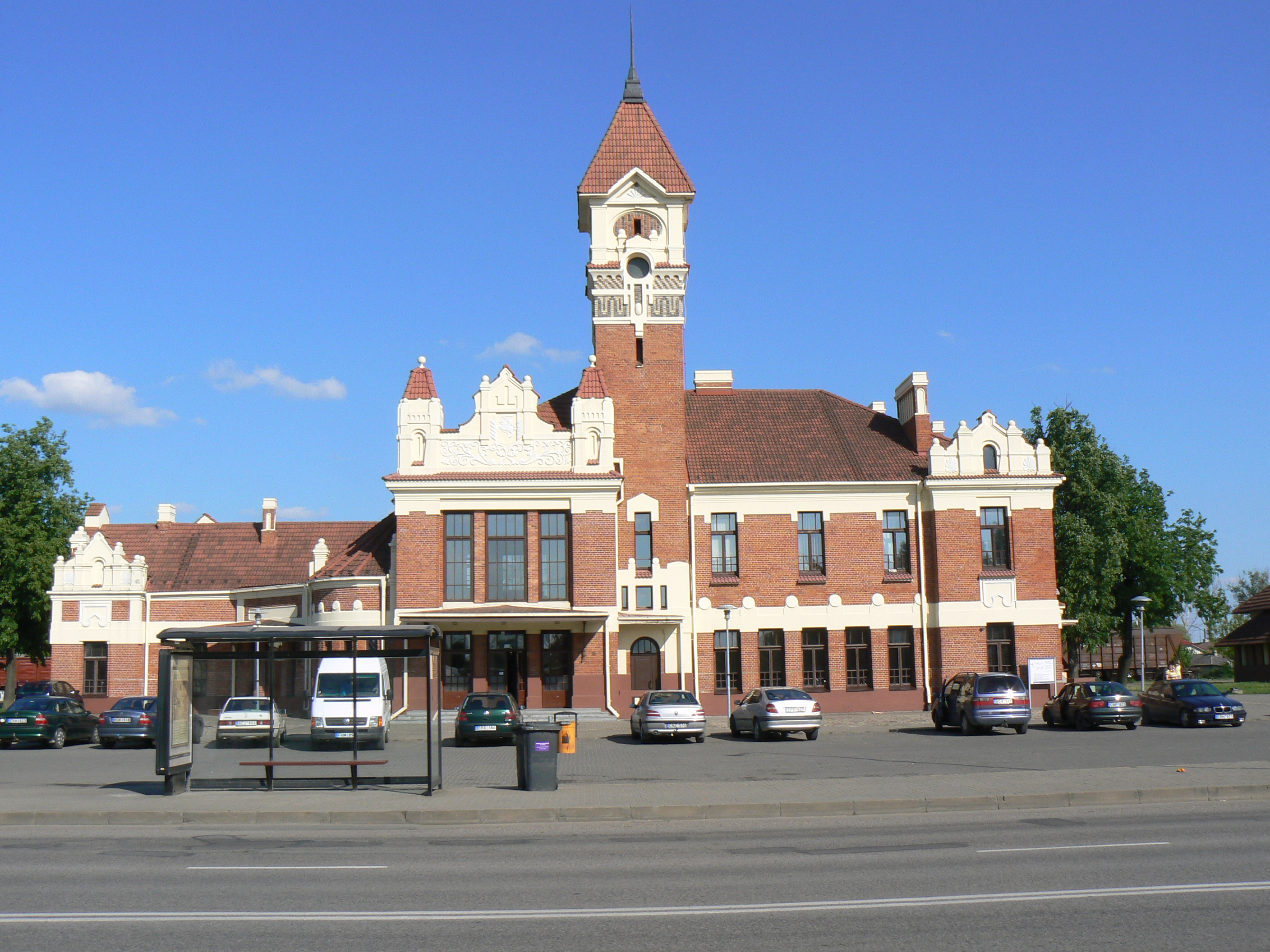
Железнодорожная станция

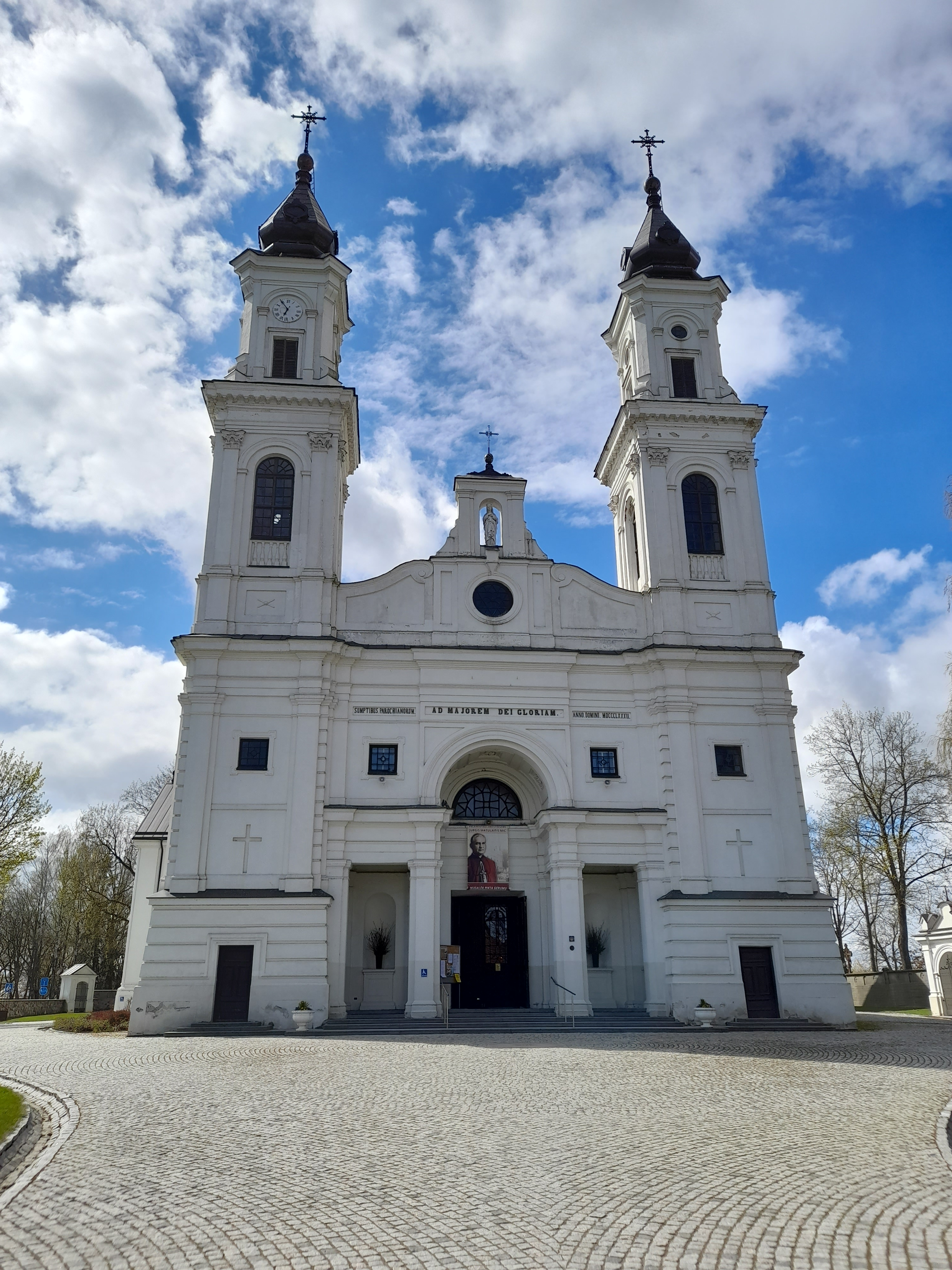
Базилика Архангела Михаила

Ещё до конца средневековья окрестности города были заселены балтским племенем йотвингов. Об этом свидетельствует Мариямпольский курган. История города ведётся от деревни Пашепулис, упоминаемой в документах с 1667 года. С XVIII века в деревне уже действовал костёл. В 1717 году по соседству построена усадьба Кветишкис старосты Пренай графа Маркуса Антона Бутлера. Деревню граф Бутлер преобразовал в торговое местечко, получившее название Старополе. Развитию города содействовала деятельность монахов-мариан.
Рядом графиня Бутлерене основала ещё один город, предоставив монахам-марианам участок земли между реками Явонис и Шешупе. В 1758 году были построены костёл и монастырь, вокруг которых возник город, получивший название Мариямполе.
Города отличались тем, что в Мариямполе запрещалось открывать кабаки и заниматься торговлей, в Старополе же разрешалось. В 1780-х — 1790-х годах оба местечка объединились и получили название Мариямполе.
23 февраля 1792 года король Польши и великий князь литовский Станислав Август Понятовский даровал городу магдебургские права.
После раздела Речи Посполитой с 1795 года Мариямполе вошёл в состав Пруссии как уездный город Белостокского департамента провинции Новая Восточная Пруссия.
После победы Наполеона в войне четвёртой коалиции в 1807—1815 годах входил в Варшавское герцогство. В 1815 году Мариамполь вошёл в состав Российской империи, с 1816 ─ относился к Августовскому воеводству Царства (Королевства) Польского Российской империи. В 1837 году был отнесён к Августовской губернии, а 1867 — к Сувалкской губернии, был уездным городом этой губернии.
В 1820—1829 годах через Мариямполе было проложено Петербургско-Варшавское шоссе (с ответвлением на Кёнигсберг).
22 апреля 1831 года в ходе Польского восстания произошёл бой между повстанцами и правительственными войсками.
В 1854 году начала работу Петербургско-Варшавская телеграфная линия, проходившая через Мариямполе. Позже она была продлена от Мариямполе до прусской границы (до Вирбалиса), где сомкнулась с западноевропейской телеграфной сетью.
В 1863 году во время восстания недалеко от города велись ожесточённые сражения. Примерно в то же время Мариампольский монастырь приобрёл известность, поскольку был единственным монастырём в Литве, принадлежавшим марианцам, который не был закрыт царскими властями. Город стал центром литовского национального возрождения. Близость прусской границы облегчала контрабанду книг на литовском языке, которые были запрещены в Российской империи.
В 1868 году город сильно пострадал от пожара.
Во время Первой мировой войны с лета 1915 года до 1918 года был оккупирован немецкой армией.
В 1918 году Мариампольский уезд отошёл к Литве. В 1923 году через город прошла железнодорожная линия Казлу-Руда — Шяштокай. В 1931 году AB Lietuvos cukrus построила первый в Литве сахарный завод.
С 1940 года входил в состав Литовской ССР. Во время Второй мировой войны 22 июня 1941 года был оккупирован немецкой армией. Вскоре в июне начались расстрелы еврейского населения, коммунистов и советских военнопленных; 1 сентября 1941 года, согласно отчёту Егера, было убито 5090 евреев и психических больных.
31 июля 1944 года город перешёл под контроль 3-го Белорусского фронта Красной армии в ходе Каунасской операции.
С 1950 года был центром Мариямпольского (в 1955—1989 годах Капсукского) района Литовской ССР.
С 1994 года является административным центром Мариямпольского уезда и Мариямпольского городского староства (с 1999 года).
В 2018 году в 100-летие со дня восстановления государственности Литвы город Мариямполе стал культурной столицей Литвы.

## Климат
В городе умеренно континентальный климат с чертами морского.
| Показатель                    | Янв. | Фев. | Март | Апр. | Май  | Июнь | Июль | Авг. | Сен. | Окт. | Нояб. | Дек. |
| ----------------------------- | ---- | ---- | ---- | ---- | ---- | ---- | ---- | ---- | ---- | ---- | ----- | ---- |
| Средний суточный максимум, °C | −2,3 | −1   | 3,6  | 11,2 | 18,0 | 21,3 | 22,3 | 22,0 | 17,0 | 11,0 | 4,4   | 0,0  |
| Средняя температура, °C       | −5   | −4   | 0,0  | 6,5  | 12,5 | 15,8 | 17,1 | 16,7 | 12,4 | 7,5  | 2,2   | −2,3 |
| Средний суточный минимум, °C  | −7,6 | −7   | −3,6 | 1,8  | 7,0  | 10,3 | 11,9 | 11,4 | 7,9  | 4,0  | 0,0   | −4,6 |
| Норма осадков, мм             | 35   | 24   | 32   | 36   | 51   | 73   | 80   | 71   | 56   | 51   | 51    | 44   |
| Источник: Погода и климат     |      |      |      |      |      |      |      |      |      |      |       |      |

## Население
| 1800                                      | 1823   | 1844   | 1896   | 1897   | 1923   | 1931   | 1939   | 1959   | 1966   |
| ----------------------------------------- | ------ | ------ | ------ | ------ | ------ | ------ | ------ | ------ | ------ |
| 1178                                      | 1200   | 2924   | 4212   | 6777   | 9488   | 9991   | 15 768 | 19 621 | 25 820 |
| 1970                                      | 1974   | 1976   | 1979   | 1989   | 1991   | 2001   | 2011   | 2012   | 2013   |
| 29 073                                    | 32 700 | 35 600 | 38 824 | 50 600 | 52 100 | 48 675 | 41 206 | 40 332 | 39 542 |
| 2014                                      | 2015   | 2018   | -      | -      | -      | -      | -      | -      | -      |
| 38 846                                    | 38 345 | 35 758 | -      | -      | -      | -      | -      | -      | -      |
| - * pagal enciklopedijos išleidimo metus. |        |        |        |        |        |        |        |        |        |
| Гистограмма динамики населения            |        |        |        |        |        |        |        |        |        |

По данным переписи 2011 года из 41 051 жителей:
- 39 985 (97,4 %) — литовцы,
- 421 (1,02 %) — русские,
- 117 (0,28 %) — поляки,
- 72 (0,17 %) — цыгане,
- 67 (0,16 %) — украинцы,
- 389 (0,94 %) — прочие.

## Экономика
Мариямполе — региональный центр предприятий легкой промышленности, строительства, транспорта и торговли. В городе работает Мариямпольский молочно-консервный комбинат, единственный производитель молочных консервов в странах Балтии. 
В юго-восточной части города с 1931 года работает сахарный завод Lietuvos cukrus, старейший сахарный завод в Литве. 
В городе деяйствует упаковочная компания AB Fasa. С 1998 года — Mantinga, компания по производству хлеба и замороженных продуктов. Также CIE LT Forge, Pakma и другие.
В 2011 году вблизи европейской трассы E67 и Rail Baltica была создана Мариямпольская свободная экономическая зона (СЭЗ) «Baltic FEZ», площадью 78 га. В 2018 году компания Dovista, занимающаяся изготовлением деревянных окон и дверей, открыла здесь новый завод.
В Мариямполе находится один из крупнейших рынков подержанных автомобилей в Европе.

## Транспорт

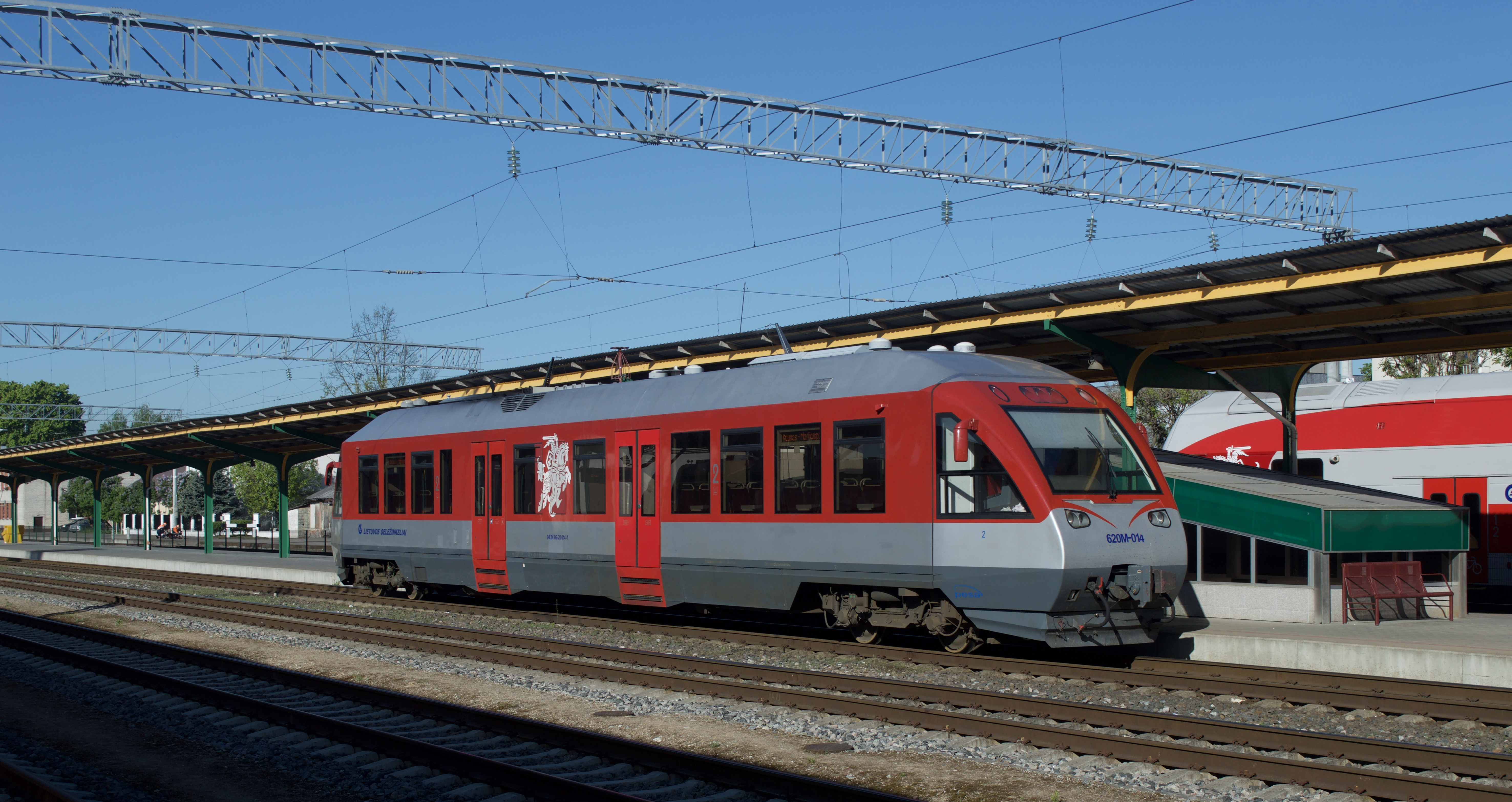
Поезд Каунас — Мариямполе

Через Мариямполе проходят несколько крупных автодорог:
- A16 (Пренай, Тракай, Вильнюс) — часть европейского маршрута E 28
- A16 (Мариямполе, Кибартай, Калининград) — часть европейского маршрута E 28
- A5 (Каунас, Мариямполе, Сувалки) — часть европейского маршрута E 67, маршрут известен как Виа-Балтика (Via Baltica).

Имеется железнодорожная станция на линии Казлу-Руда — Шяштокай, часть Rail Baltica. 

## Туристические достопримечательности
Мариямполе — старинный город, некогда наделенный Магдебургским правом. В городе имеется немало архитектурных достопримечательностей — соборов, церквей, бывших городских учреждений.
Кроме того, в Мариямполе действует несколько музейных комплексов, этнографические усадьбы, парки, украшенные скульптурными композициями.
В городе есть много граффити. Литовский художник и мастер стрит-арта Рэй Барткус ежегодно в столице Сувалкии организовывает симпозиумы уличного искусства «Malonny».
В Мариямполе развит и популярен активный отдых. На берегах реки действуют центры активного отдыха с лодочными станциями: по водам Шешупе можно прокатиться на весельной лодке или байдарке. В городе действуют конноспортивный клуб и аэроклуб.

## Культура

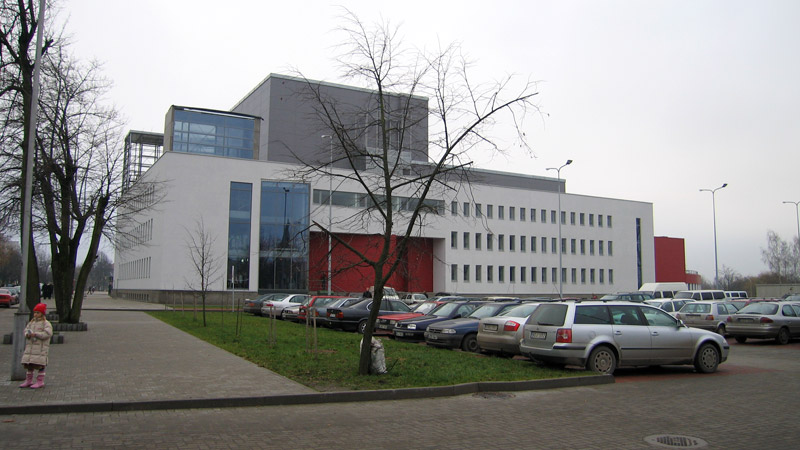
Дворец культуры

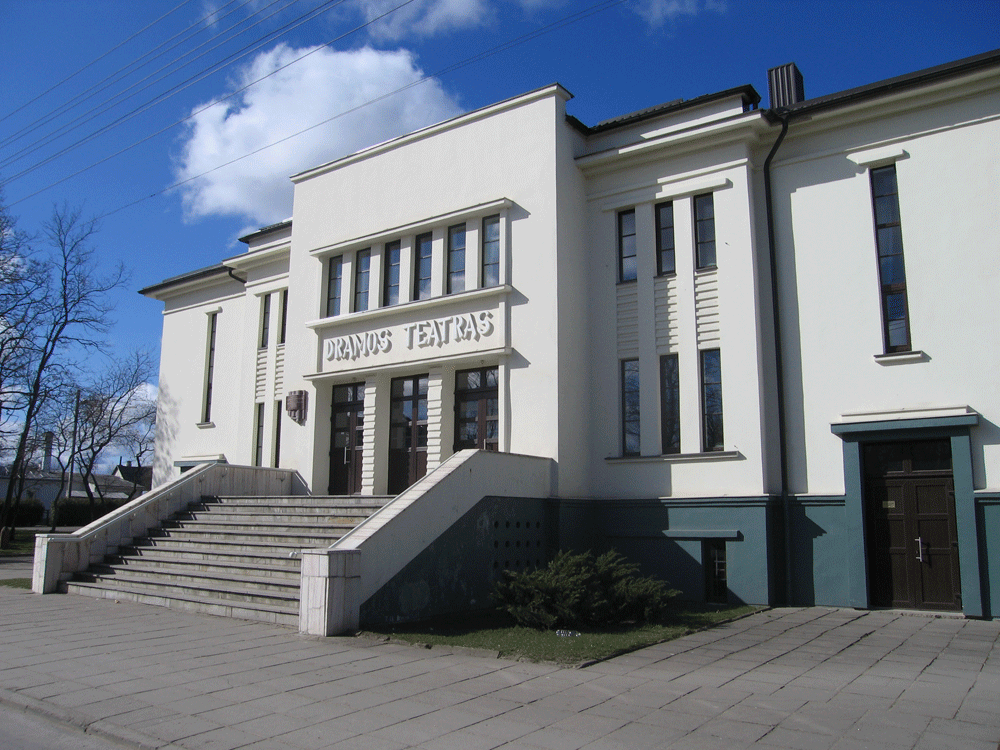
Драматический театр

В Мариямполе действуют городской драматический театр, кинотеатр, несколько публичных библиотек, дом культуры.

### Архитектура
- Базилика Архангела Михаила
- Костёл Святого Викентия де Поля
- Евангелическо-лютеранская церковь
- Синагога
- Марианский монастырь Конгрегации Святого Георгия
- Железнодорожный вокзал

### Музеи
- Мариямпольский краеведческий музей
- Мемориальный музей президента Литвы Казиса Гринюса
- Музей партизанского сопротивления советской оккупации и депортации
- Музей гимназии имени Ригишкю Йонаса

### Парки
- «Кошачий» двор
- Парк Витовта Великого
- Парк «поэзии»
- Парк Пашешупис, объект природного наследия

### Образовательные учреждения

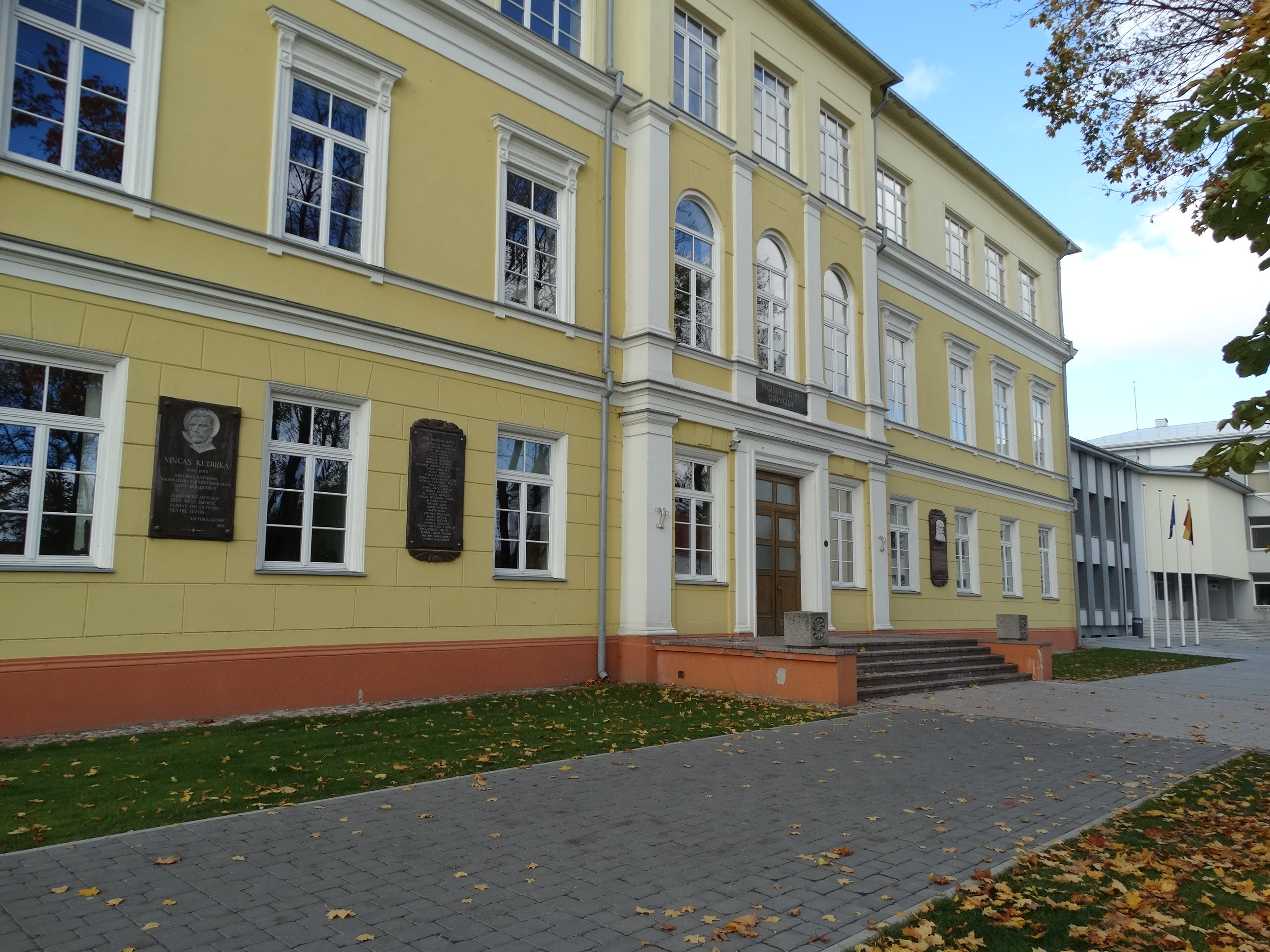
Гимназия имени Ригишкю Йонаса

Мариямполе имеет сильную образовательную систему с государственными учреждениями:
Мариямпольский колледж, 4 гимназии, 7 дошкольных учреждений, 5 детских садов, 1 начальная школа, 6 средних школ, центр образования для взрослых, 5 дополнительные учебные заведения, 3 негосударственных учреждения, музыкальная школа христианской культуры, школа изучения языков им. Р. Восилене.
Мариямпольская гимназия имени Ригишкю Йонаса основана в 1840 году. В гимназии учились многие выдающиеся деятели искусства, науки, государственные и общественные деятели независимой Литвы[5]:
- патриарх литовского национального возрождения Йонас Басанавичюс,
- третий президент Литвы Казис Гринюс,
- автор литовского государственного гимна Винцас Кудирка,
- языковед Йонас Яблонскис.

### Спорт
- стадион Судува
- Футбольный клуб «Судува».

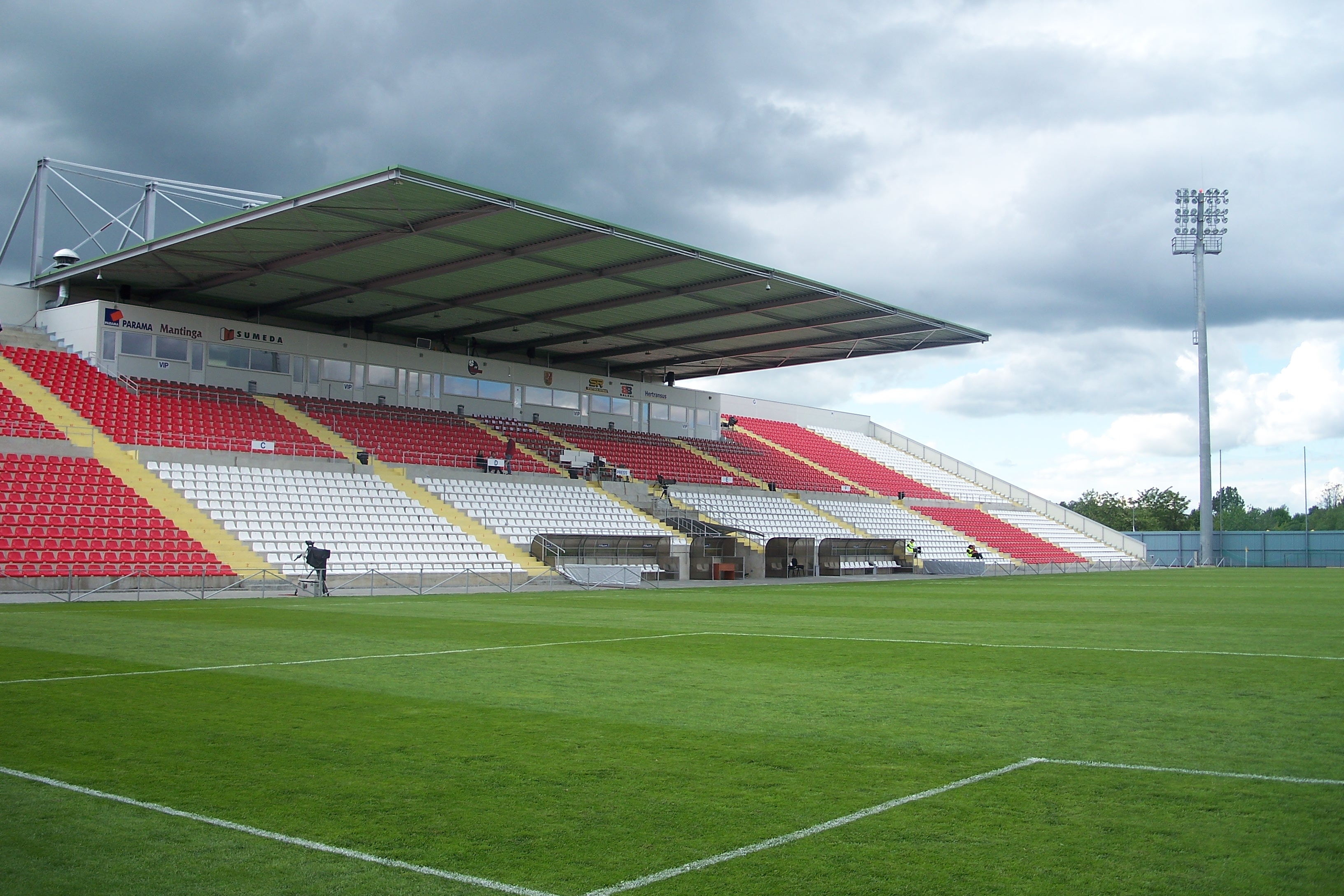
Мариямпольский стадион

- Мужской баскетбольный клуб «BC Suduva».

## Города-побратимы
| - Бергиш-Гладбах, Германия - Сувалки, Польша - Пётркув-Трыбунальский, Польша - Леша, Норвегия - Червоноград, Украина | - Виборг, Дания - Коккола, Финляндия - Квам, Норвегия - Рогозьно, Польша |

## Известные жители и уроженцы
- Вишняускас, Овидиюс (род. 1957) — первый представитель Литвы на «Евровидении» (1994 год)
- Юлий Трапп (1814—1908) — русский фармацевт и фармаколог[15]
- Юлия Жемайте (1845—1921) — литовская писательница, прозаик и драматург, похоронена в Мариямполе[3][16]
- Пятрас Кряучюнас[лит.] (1850—1916) — литовский писатель, переводчик, народный просветитель[17]
- Пятрас Арминас-Трупинелис[лит.] (1853—1885) — литовский поэт, переводчик, народный просветитель, похоронен в Мариямполе[18]
- Фрида Рубинер (1879—1952) — немецкая коммунистка и писательница[19]
- Витольд Станишкис (1880—1941) — польский агротехник, политический деятель[20]
- Абель Старцев (1909—2005) — российский филолог и литературовед[21]
- Изис Бидерманас (1911—1980) — литовский фотограф[22]
- Альбина Тумкявичене-Симокайтите (1923—2004) — литовская и советская театральная актриса[23]
- Римантас Станкявичюс (1944—1990) — лётчик и космонавт-испытатель СССР[24]
- Викторас Мунтианас (род.1951) — литовский политический деятель, бывший спикер сейма Литвы[25]
- Виолета Урмана (род. 1961) — литовская оперная певица[26][27]
- Дарюс Сонгайла (род. 1978) — литовский баскетболист[28]
- Каролис Хведукас (род. 1991) — литовский футболист, член национальной сборной по футболу[29].

## Галерея

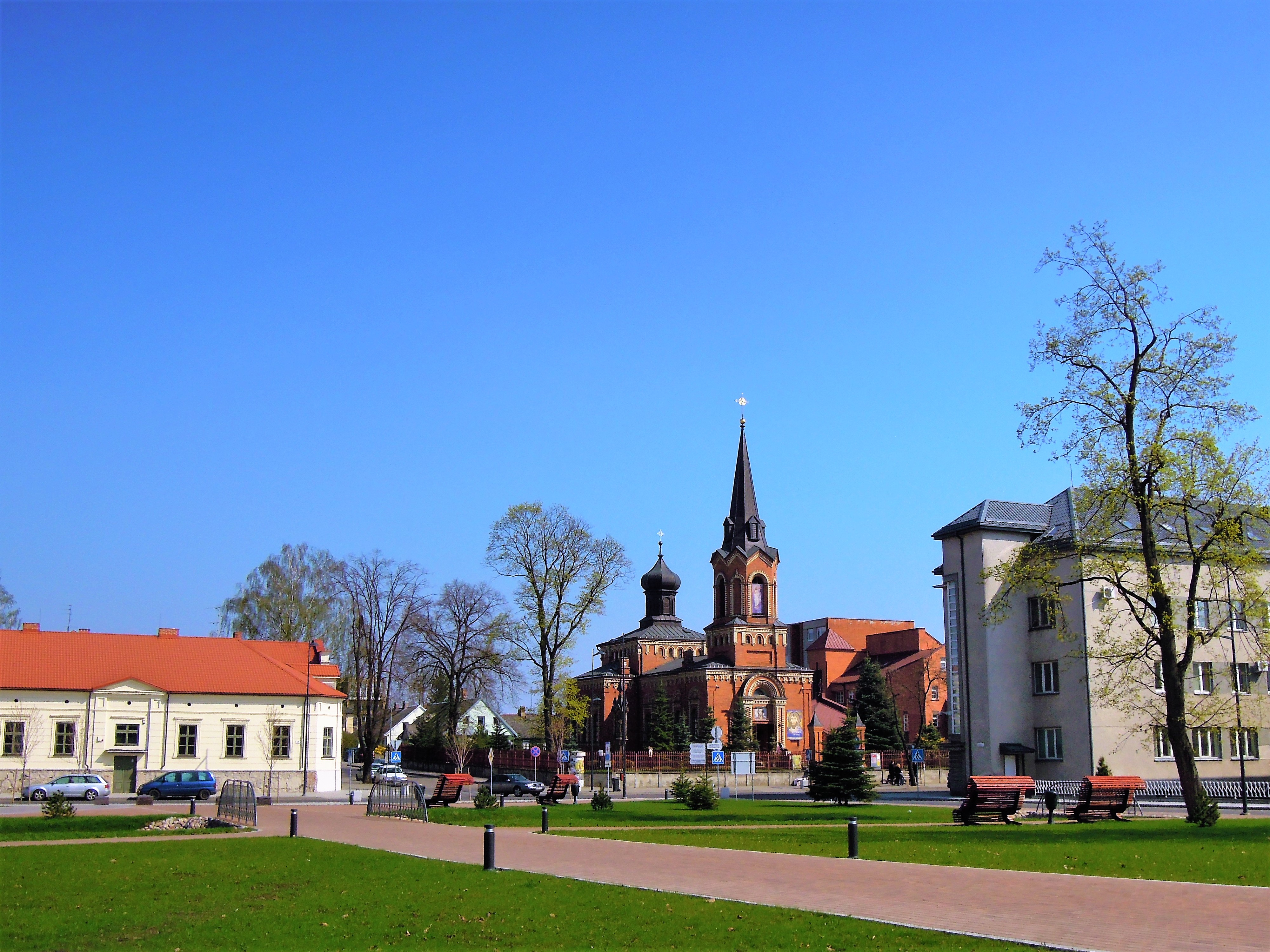
Старый город
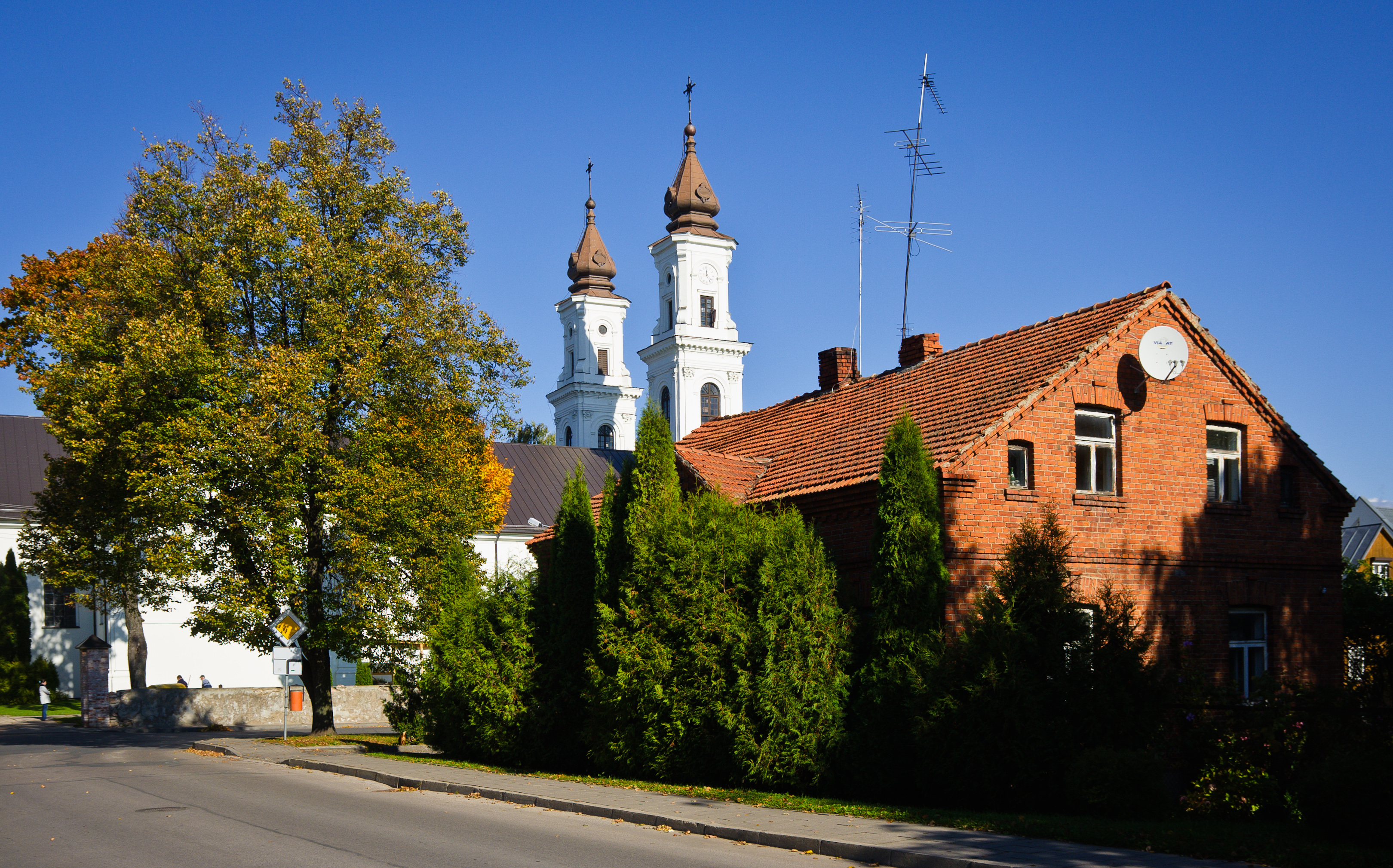
Старый город
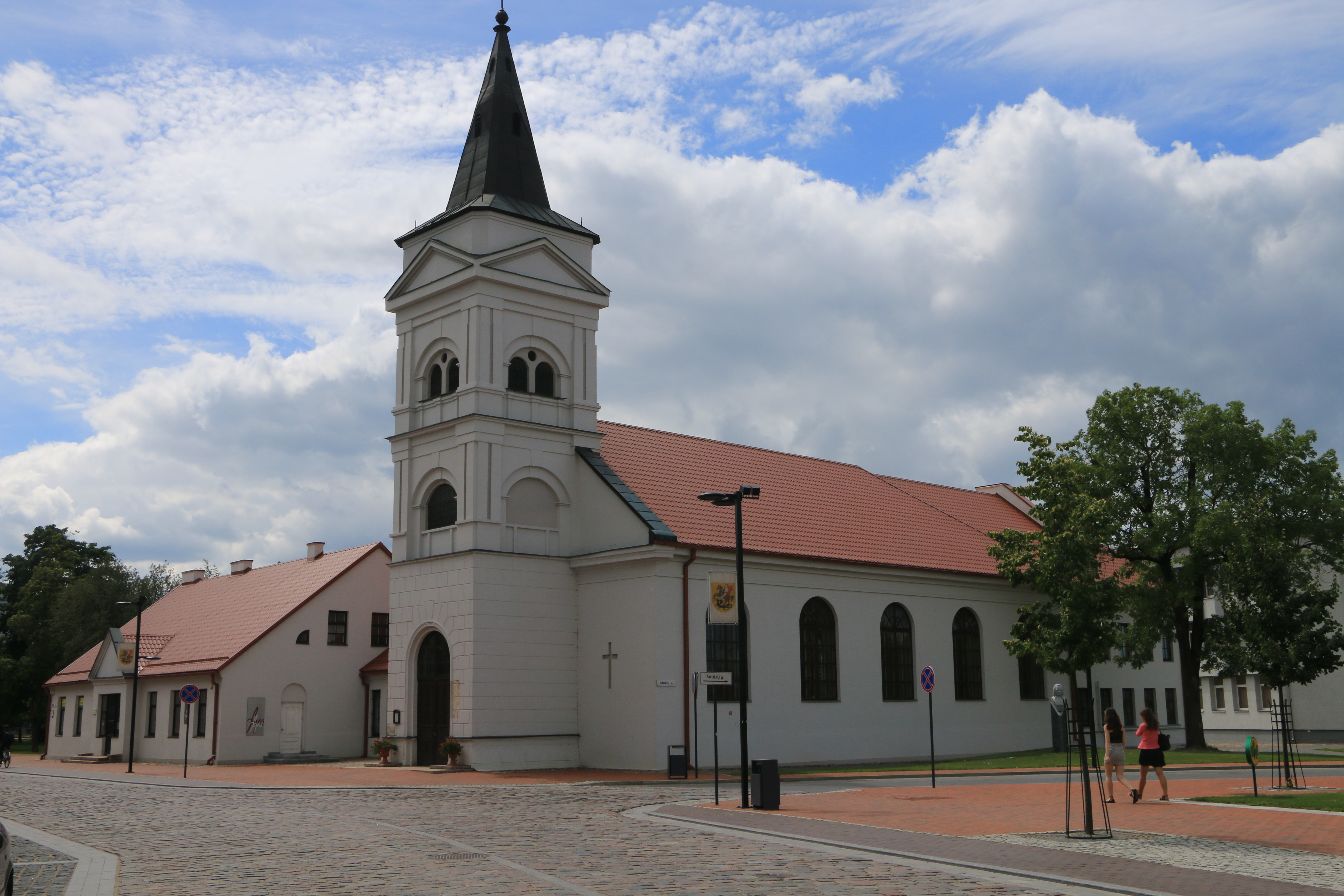
Евангелическо-лютеранская церковь
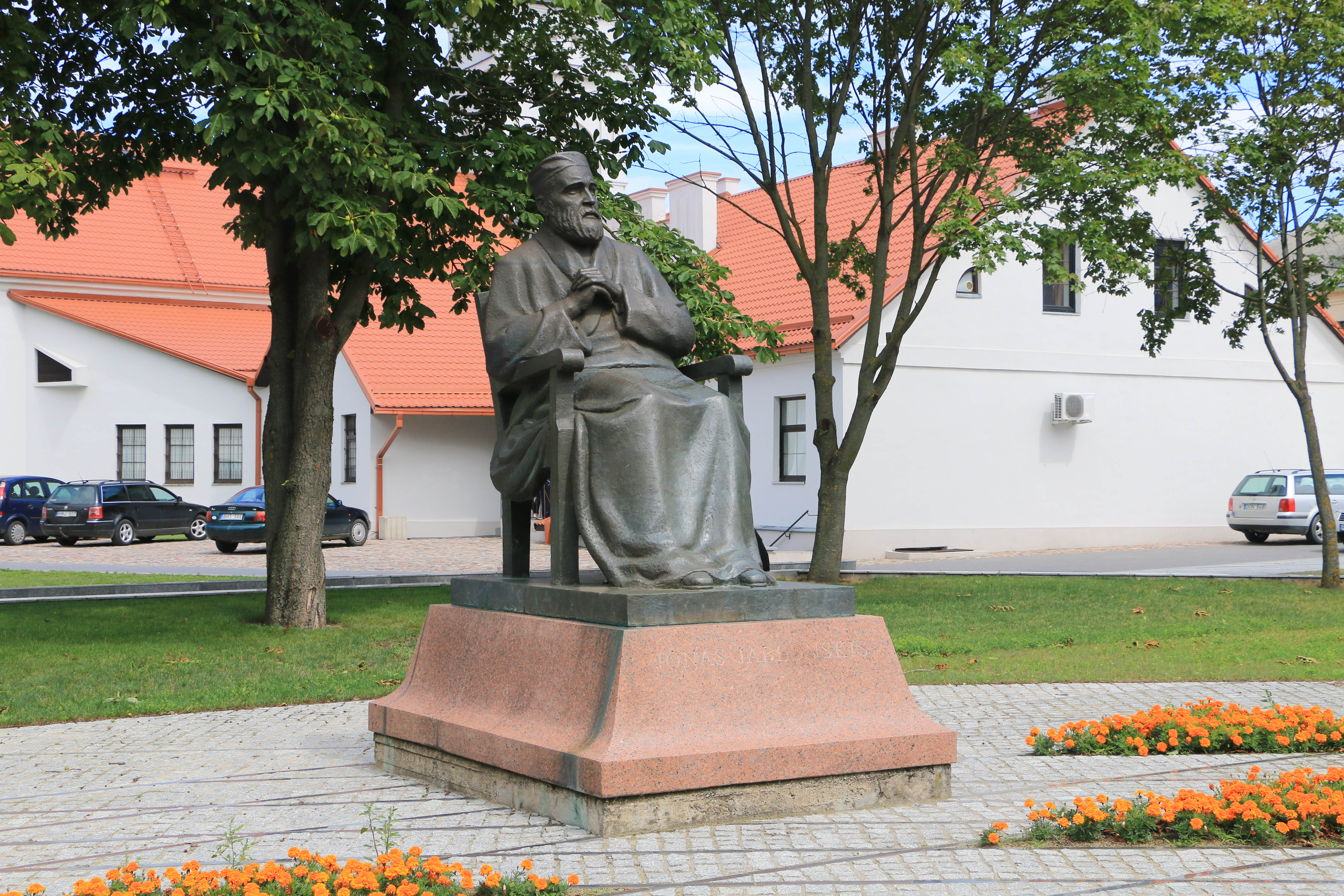
Памятник Йонасу Яблонскису
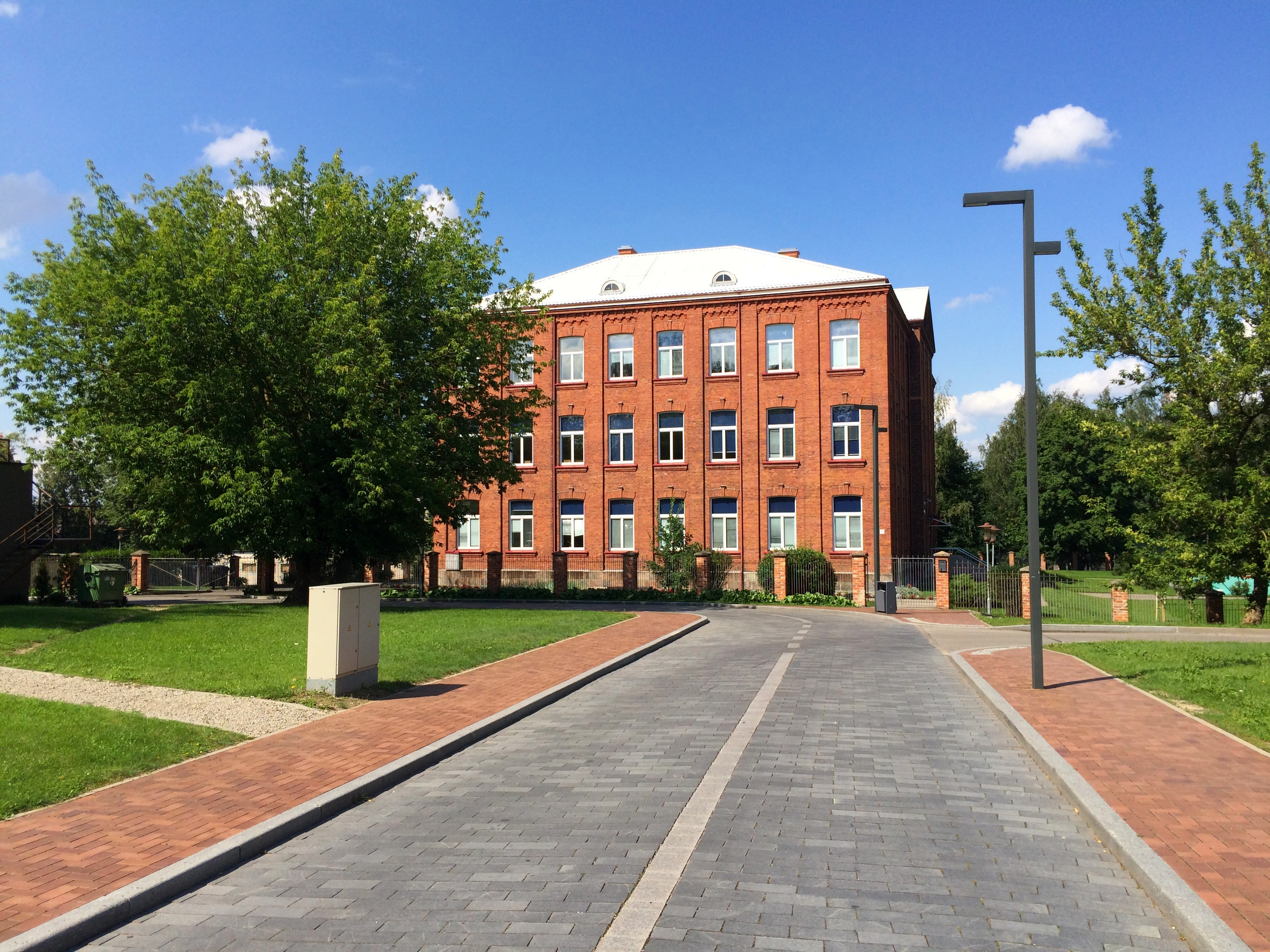
Мариямпольская Марианская гимназия
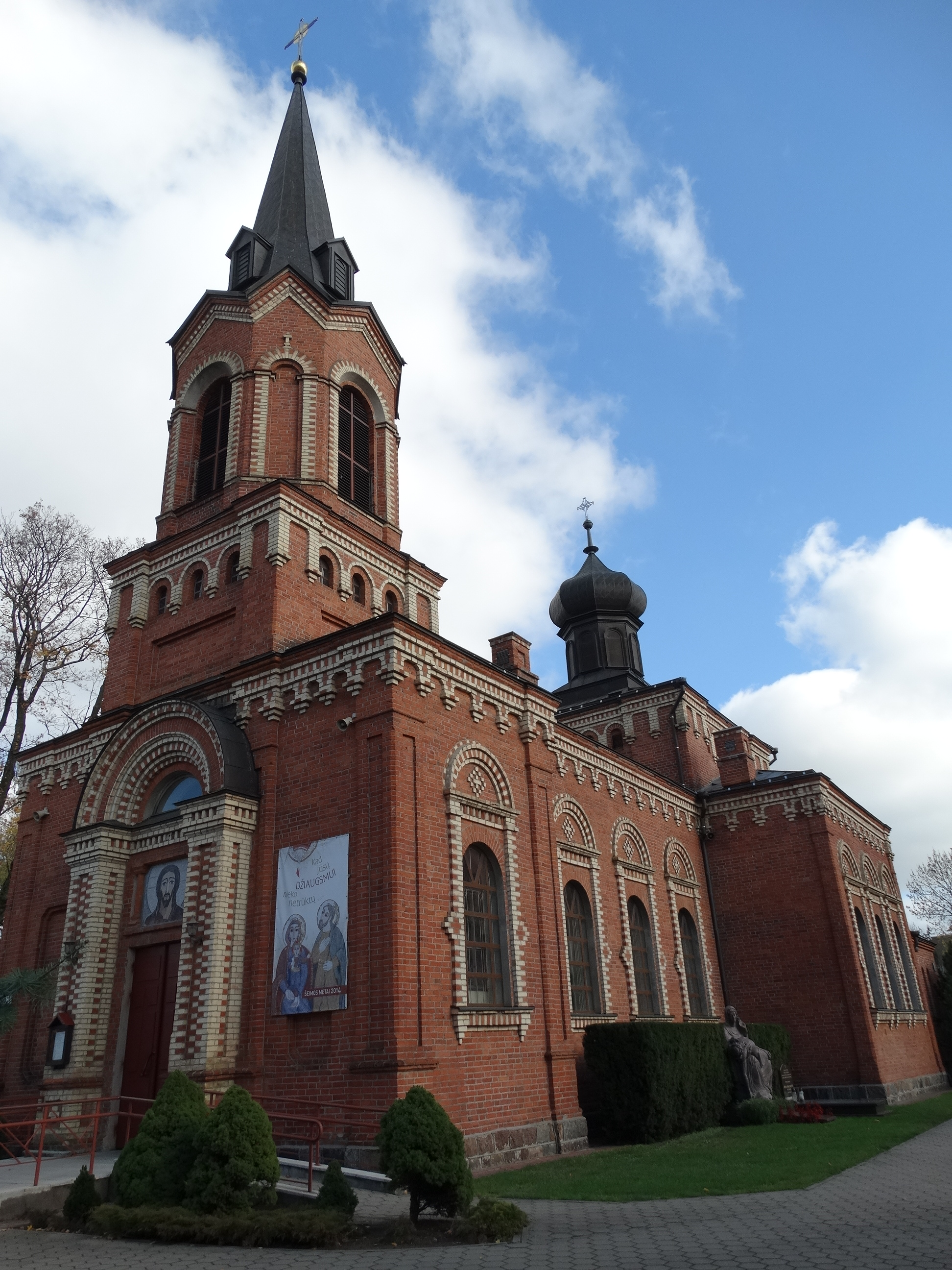
Костёл Святого Викентия де Поля
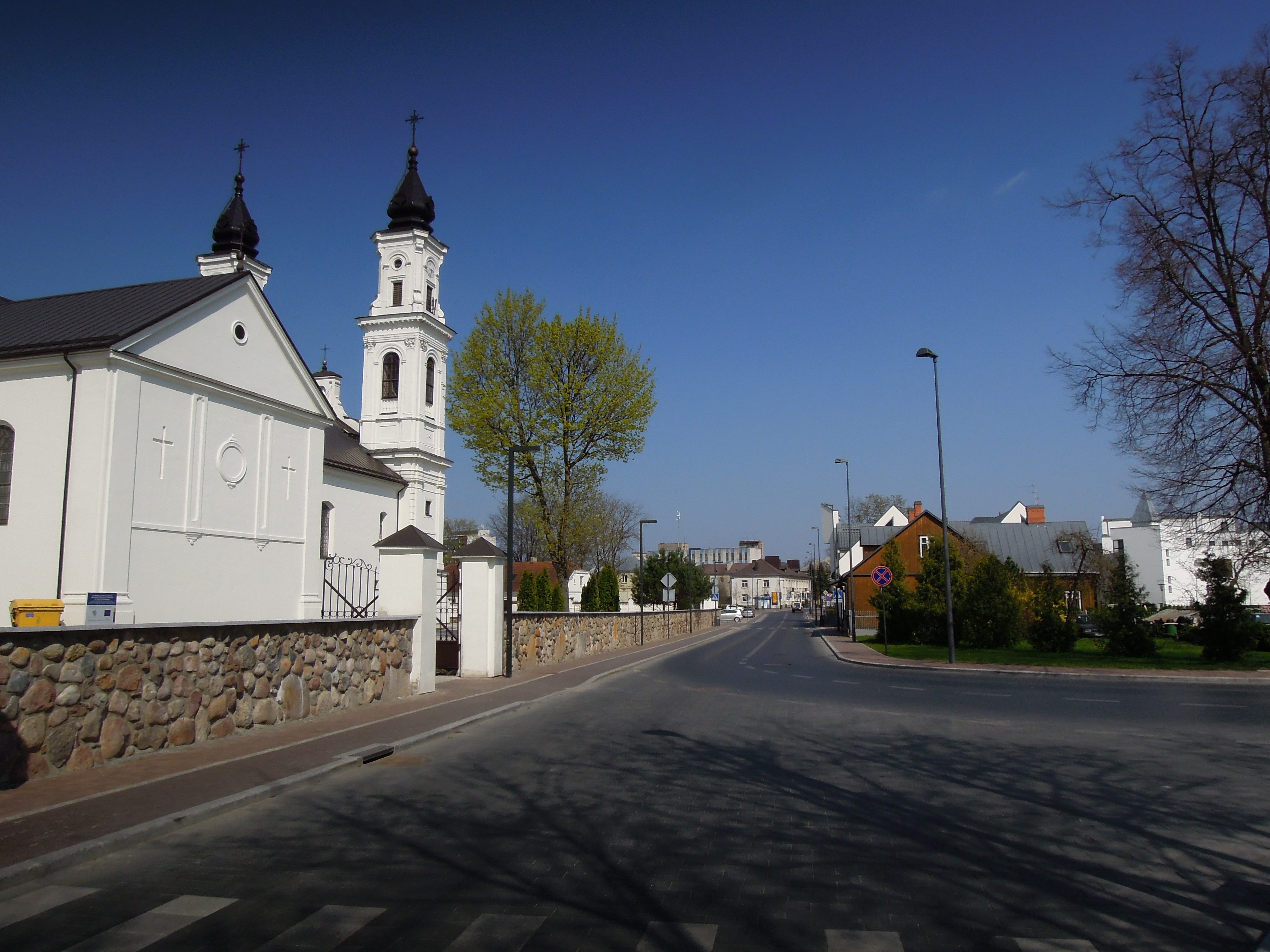
Старый город
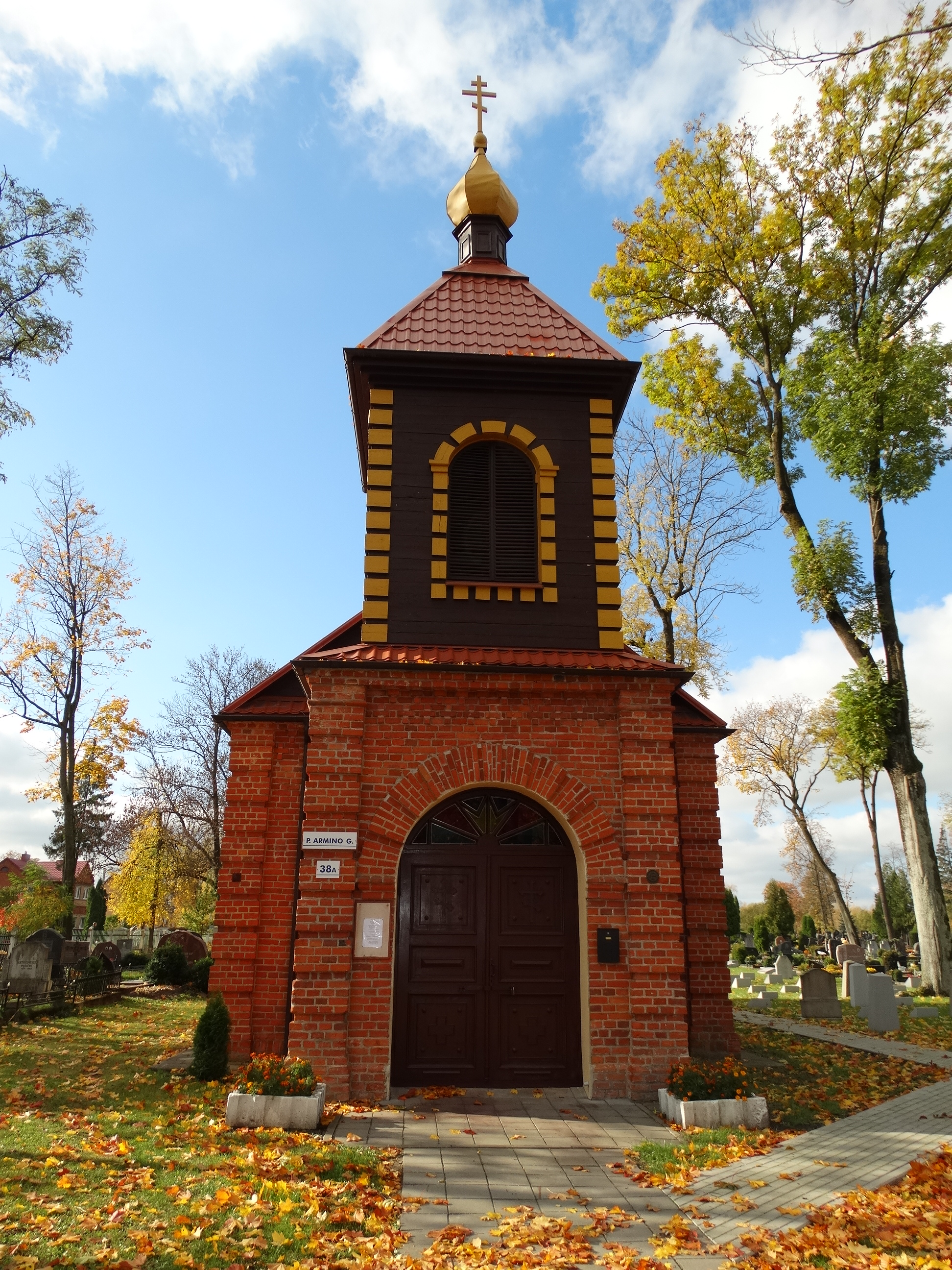
Православная церковь
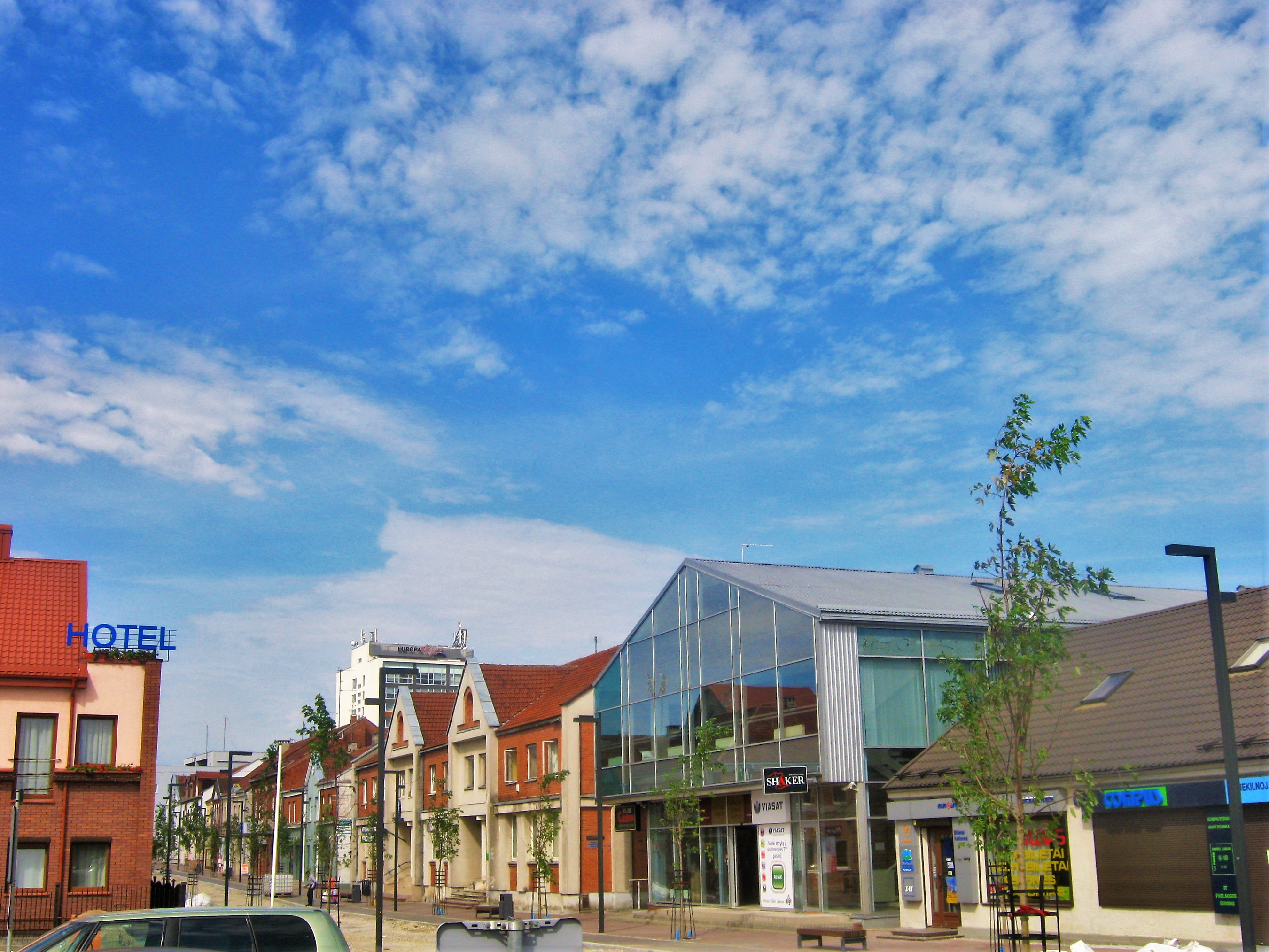
Старый город
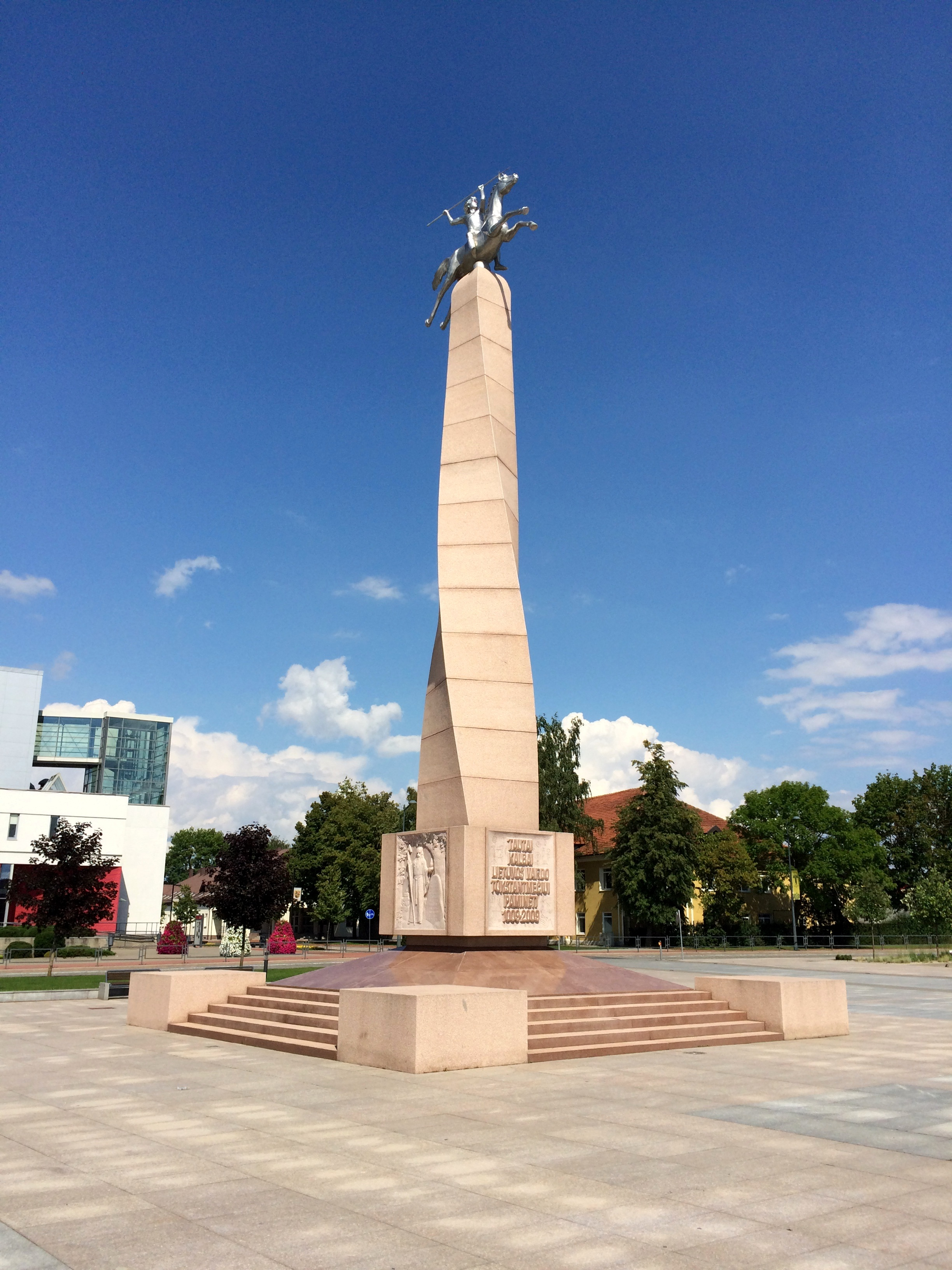
Памятник 1000-летия Литвы
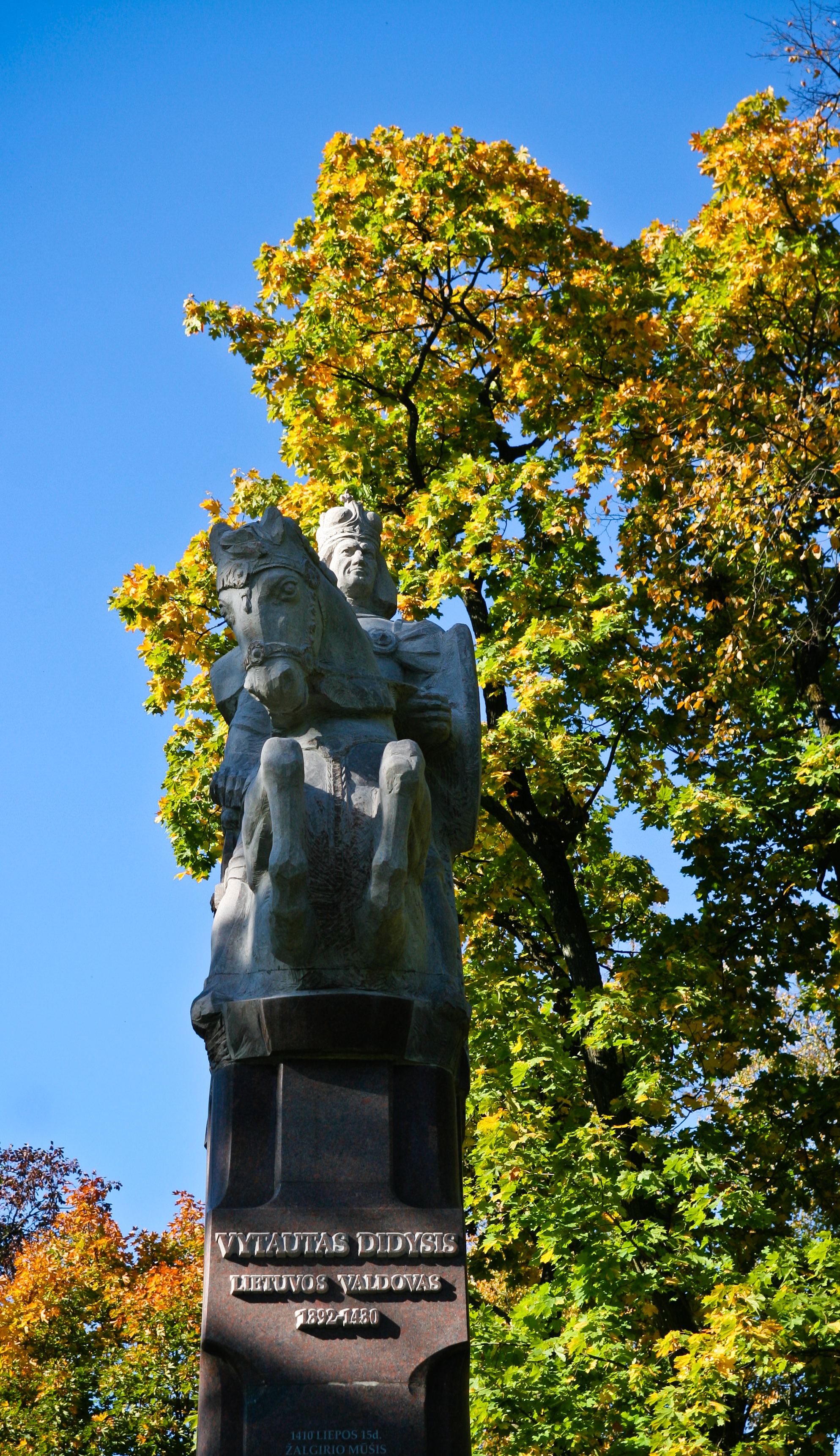
Памятник Витовту Великому
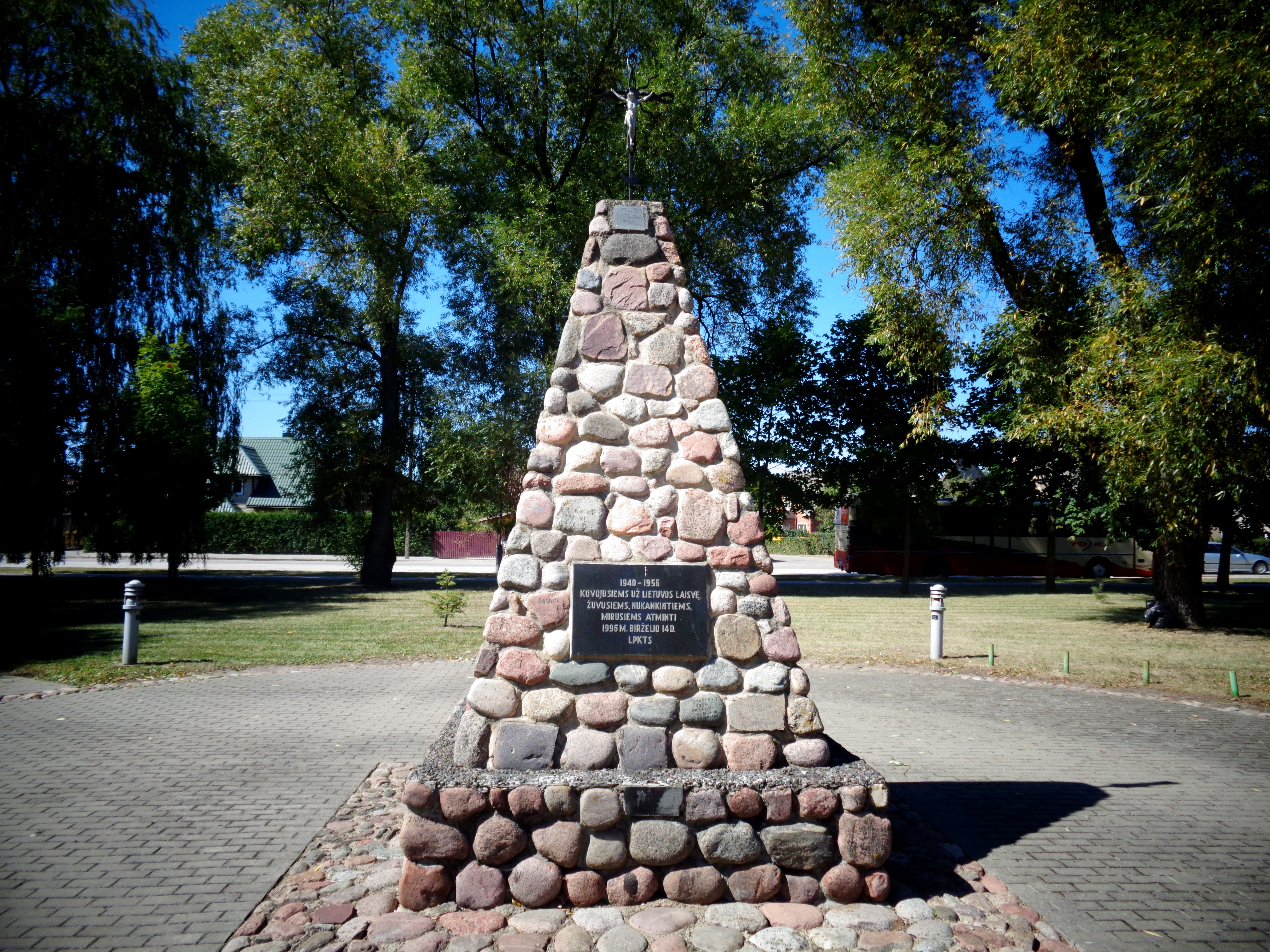
Монумент депортированным литовцам
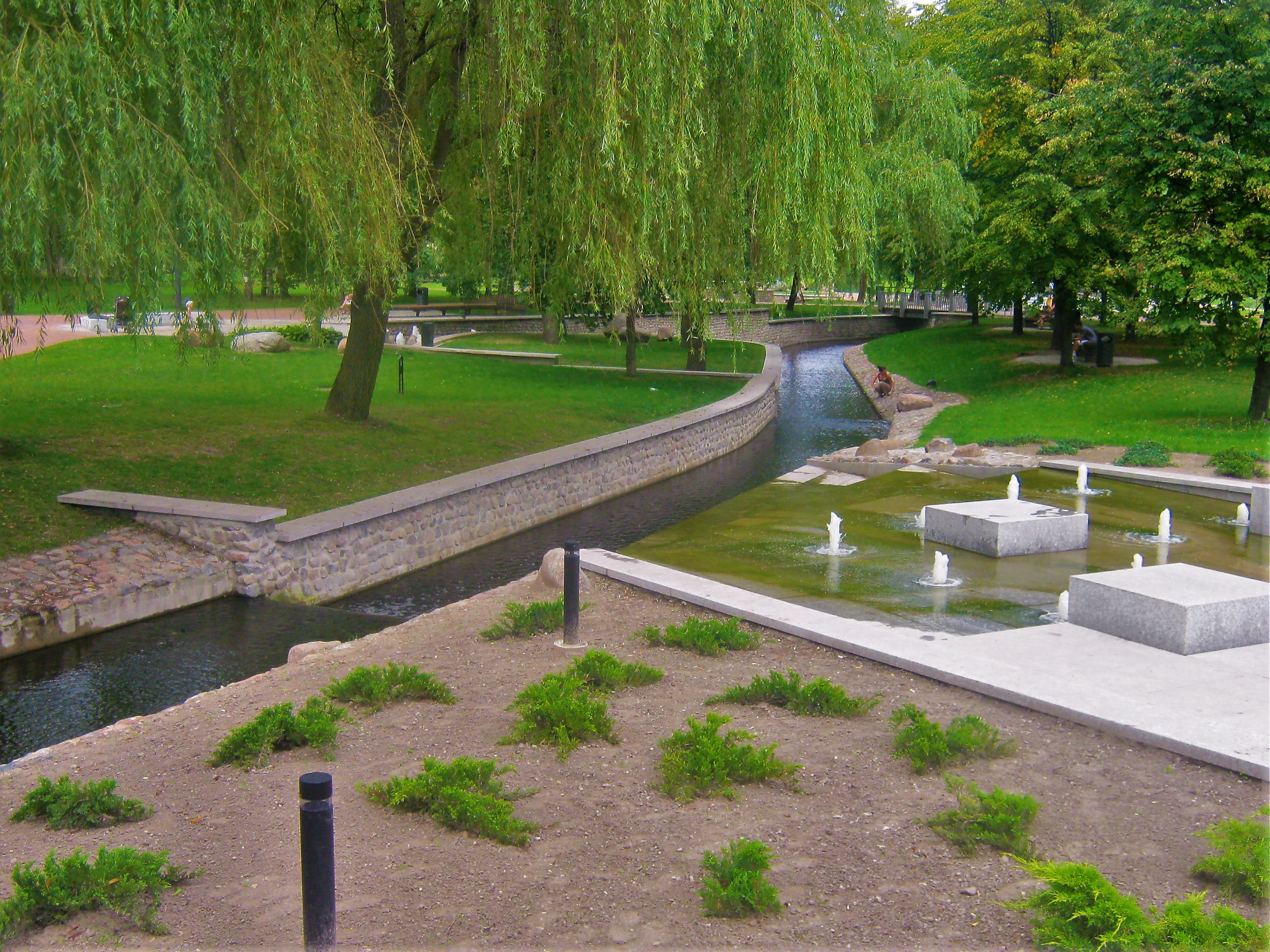
Парк “поэзии”
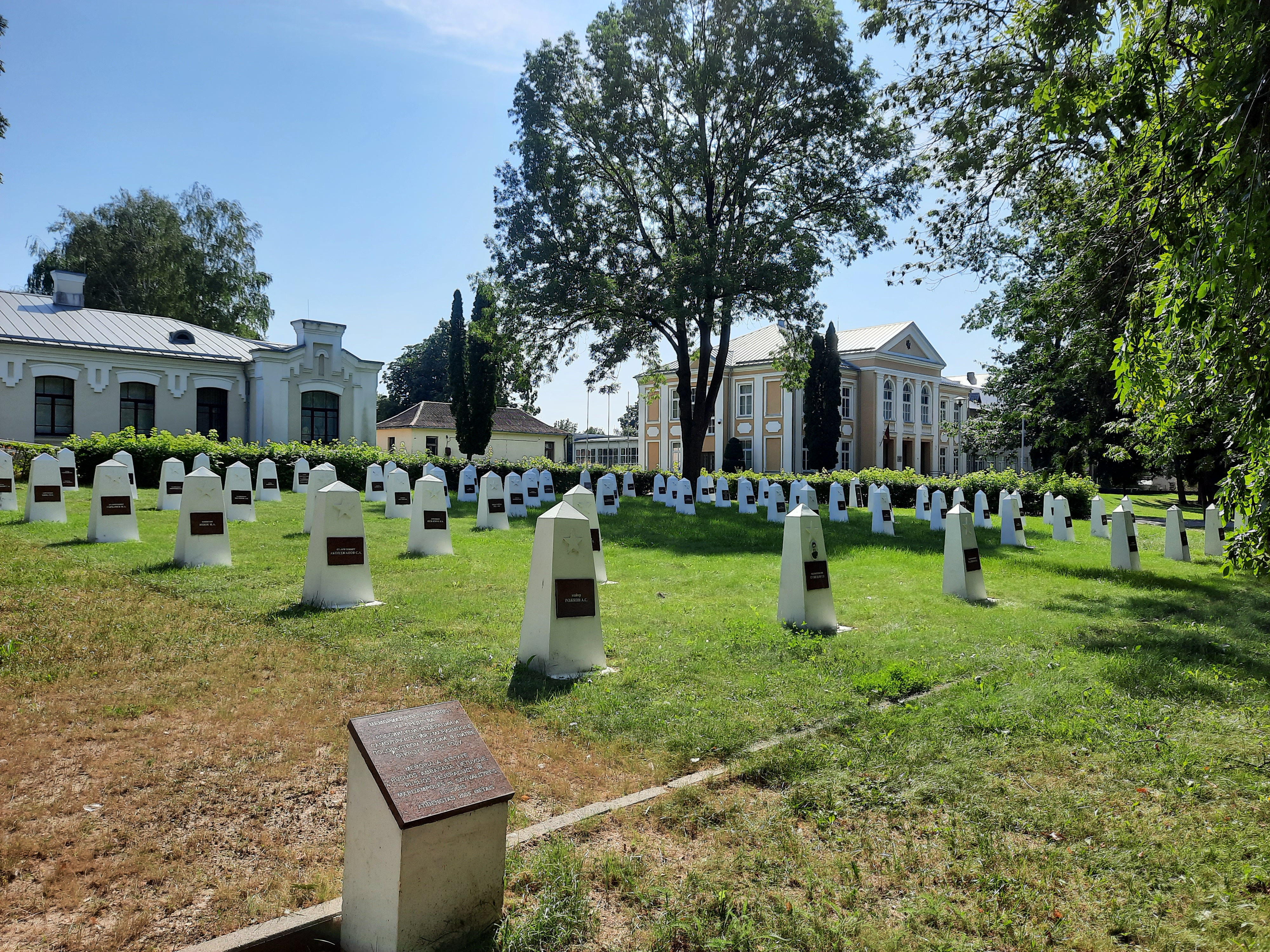
Кладбище советских воинов
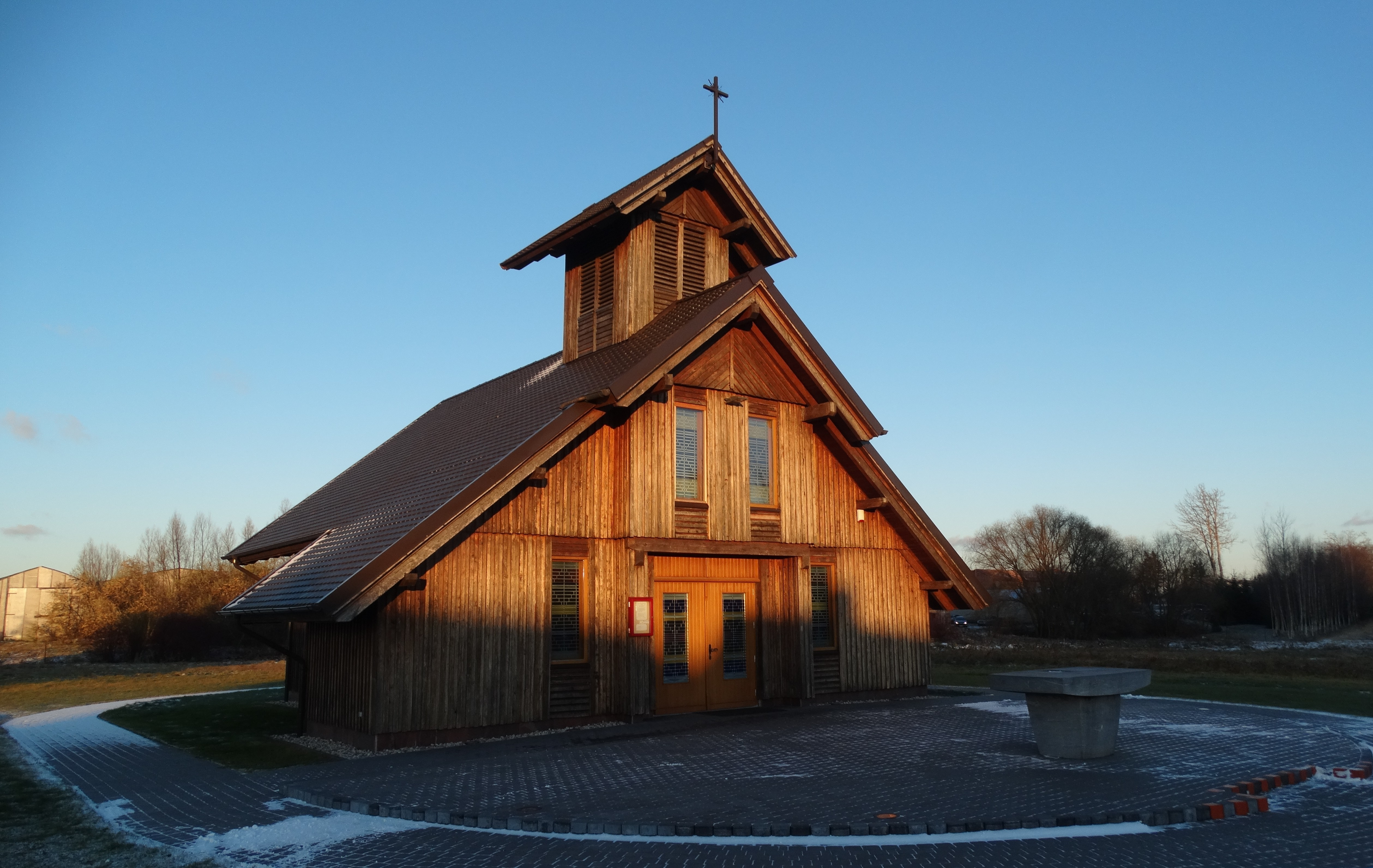
Часовня приходa Иоаннa Павлa II
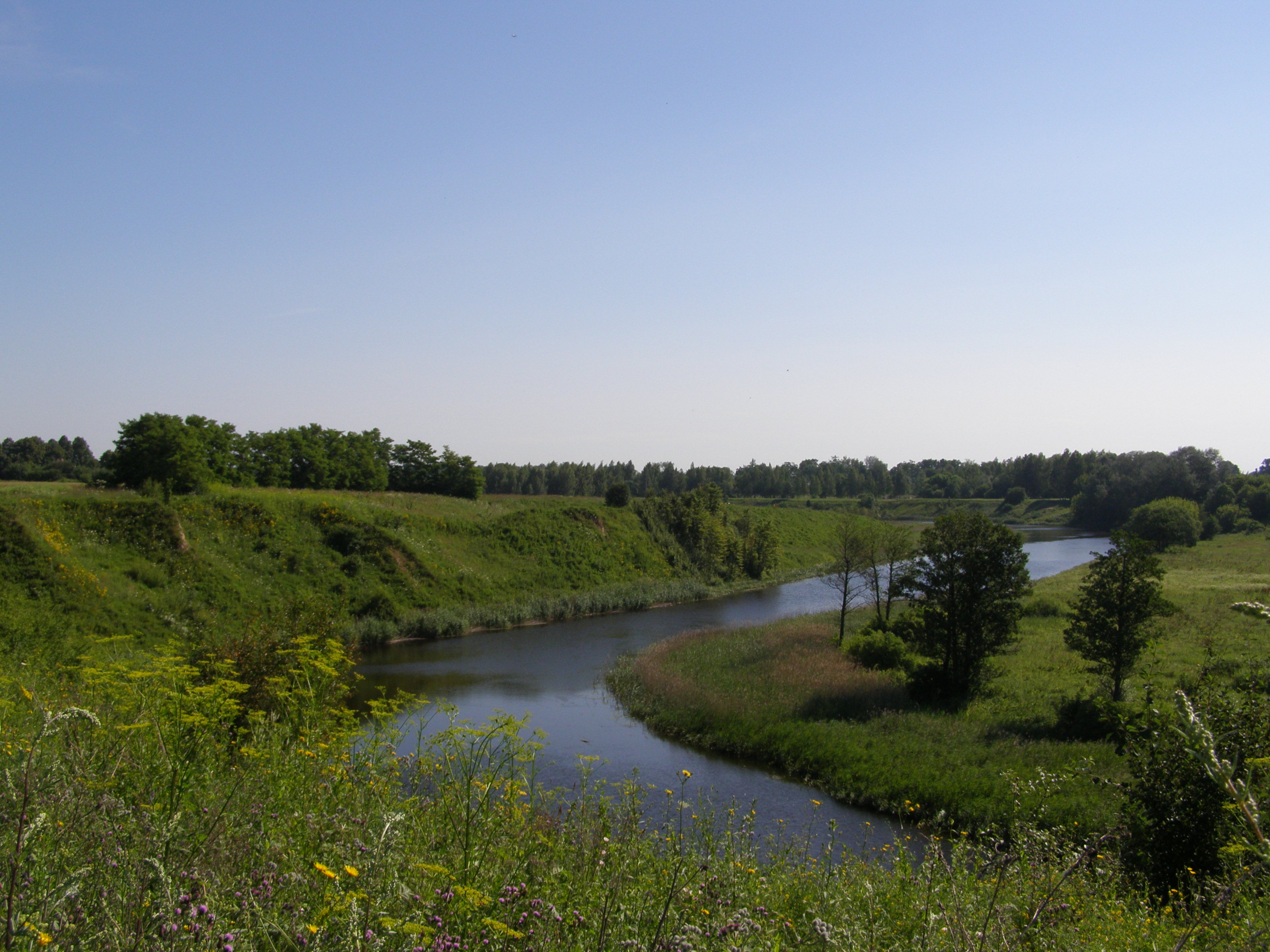
Мариямпольский курган